# K. C. Constantine
Pour les articles homonymes, voir Constantine.
K. C. Constantine, nom de plume de Carl Constantine Kosak, né en 24 juillet 1934 à McKees Rocks, en Pennsylvanie et mort le 23 mars 2023 à Greensburg (Pennsylvanie), est un écrivain américain, auteur de roman policier.

## Biographie
Diplômé de Westminster College (en) à New Wilmington, il sert dans le Corps des Marines des États-Unis durant les années 1950.
En 1972, il publie son premier roman, Meurtres à Rocksburg Station (The Rocksburg Railroad Murders (en)), où apparaît Mario Balzic, chef de la police de Rocksburg, une petite ville de Pennsylvanie. Obsédé par son obésité, alcoolique, impuissant, passant beaucoup de temps dans un bar de la ville, se confrontant souvent à la municipalité et aux habitants, ce policier rural « reste un homme tolérant, soucieux des victimes et même des assassins ». Cet anti-héros attachant revient dans quinze enquêtes supplémentaires jusqu'en 2000, dont la plus singulière, selon Twentieth-Century Crime and Mystery Writers, demeure L'Homme qui aimait les tomates tardives (The Man Who Liked Slow Tomatoes (en), 1982).
Personnalité secrète donnant peu d'interviews, « Constantine fait partie de ces auteurs captivant chez qui la psychologie et l'amour du détail sont plus importants que l'action proprement dite ».

## Œuvre

### Romans

#### SérieMario Balzic
- The Rocksburg Railroad Murders (en) (1972) Publié en français sous le titre Meurtres à Rocksburg Station, traduit par Danièle Laufer, Arles, Actes Sud, coll. « Polar Sud » (1989)  (ISBN 2-86869-318-0) ; réédition, Paris, J'ai lu no 2858 (1990)  (ISBN 2-277-22858-3)
- The Man Who Liked to Look at Himself (en) (1973) Publié en français sous le titre L' Homme qui aimait se regarder, traduit par Pierre Girard, Arles, Actes Sud, coll. « Polar Sud » (1989)  (ISBN 2-86869-365-2) ; réédition, Paris, J'ai lu no 3073 (1991)  (ISBN 2-277-23073-1)
- The Blank Page (en) (1974) Publié en français sous le titre La Page blanche, traduit par Danièle Laufer, Arles, Actes Sud, coll. « Polar Sud » (1992)  (ISBN 2-86869-860-3)
- A Fix Like This (en) (1975) Publié en français sous le titre Un coup fumant, traduit par Pierre Girard, Arles, Actes Sud, coll. « Polar Sud » (1989)  (ISBN 2-86869-418-7)
- The Man Who Liked Slow Tomatoes (en) (1982) Publié en français sous le titre L'Homme qui aimait les tomates tardives, traduit par Danièle Laufer, Arles, Actes Sud, coll. « Polar Sud » (1989)  (ISBN 2-86869-378-4), réédition, Paris, J'ai lu no 3383 (1992)  (ISBN 2-277-23383-8)
- Always a Body to Trade (en) (1983)
- Upon Some Midnights Clear (en) (1985)
- Joey's Case (en) (1988) Publié en français sous le titre Un homme exaspérant, traduit par Fabienne Poloni, Paris/Monaco, Éditions du Rocher, coll. « Fenêtres sur nuit » (1991)  (ISBN 2-2680-1128-3)
- Sunshine Enemies (en) (1990) Publié en français sous le titre Meurtre au soleil, traduit par Fabienne Poloni, Paris/Monaco, Éditions du Rocher (1992)  (ISBN 2-268-01416-9) ; réédition, Paris/Monaco, Éditions du Rocher (1999)  (ISBN 2-268-03229-9)
- Bottom Liner Blues (en) (1993) Publié en français sous le titre Débine blues, traduit par Stépahne Cam et Catherine Cheval, Paris, Éditions Gallimard, coll. « La Noire » (1996)  (ISBN 2-07-073746-2)
- Cranks and Shadows (en) (1995)
- Good Sons (en) (1996)
- Family Values (en) (1997)
- Brushback (en) (1998)
- Blood Mud (en) (1999)
- Grievance (en) (2000)
- Saving Room for Dessert (en) (2002)
- Another Day’s Pain (en) (2024)

#### Autre roman
- Saving Room for Dessert (en)[5] (2002)

## Sources
: document utilisé comme source pour la rédaction de cet article.
- Claude Mesplède (dir.), Dictionnaire des littératures policières, vol. 1 : A - I, Nantes, Joseph K, coll. « Temps noir », 2007, 1054 p. (ISBN 978-2-910-68644-4, OCLC 315873251), p. 144 (notice Mario Balzic) et 467 (notice K.C. Constantine).
- (en) John M. Reilly (Ed.), Twentieth-Century Crime and Mystery Writers, New York, St. Martin's Press, coll. « Twentieth-century writers of the English language », 1982 (réimpr. 1991), 2e éd., 1568 p. (ISBN 978-0-312-82417-4, OCLC 6688156), p. 193.